# Боа Виста (Рорайма)
Вижте пояснителната страница за други значения на Боа Виста.
Боа Виста (на португалски: Boa Vista) е град и едновременно община, столица на щата Рорайма в Бразилия. Общината е част от икономико-статистическия микрорегион Боа Виста, мезорегион Северна Рорайма. Към 2010 г. населението е 284 258 души, а територията е 5687.064 km2.

## История
Градът е основан на 9 юни 1890 г.

## Население
Населението на града през 2008 г. е 260 930 души. Отначало индианците били първите жители на града, през 1950 г. населението на града е 5200 души, но от средата на 1970 година, годишния прираст на населението нараства с големи темпове (3 % годишно) и е сред най-високите за бразилските столици.

## Инфраструктура

### Транспорт
На 3,5 км от града е международно летище Атлас Бразил Кантанеди (рораймски пилот от 50-те).
Има шосе към Манауш, щат Амазонас.

### Медии
Градът разполага с 4 FM радиостанции и 2 АМ радиостанции.
Телевизионните канали на града са 12 на брой:
Канал 02 – TV Universitária (Boa Vista) (TV Brasil)
Канал 04 – TV Roraima (Rede Amazônica & Rede Globo)
Канал 06 – TV Imperial (Rede Record)
Канал 08 – TV Caburaí (Rede Bandeirantes)
Канал 10 – TV Tropical (SBT)
Канал 12 – TV Boa Vista (RedeTV!)
Канал 20 – TV Ativa (Rede Gazeta)
Канал 23 – Amazon Sat
Канал 26 – Rede Vida
Канал 28 – TV Cidade (Rede Brasil)
Канал 44 – Canção Nova
Канал 47 – Rede Boas Novas